# Сонячний (сквер, Кременчук)

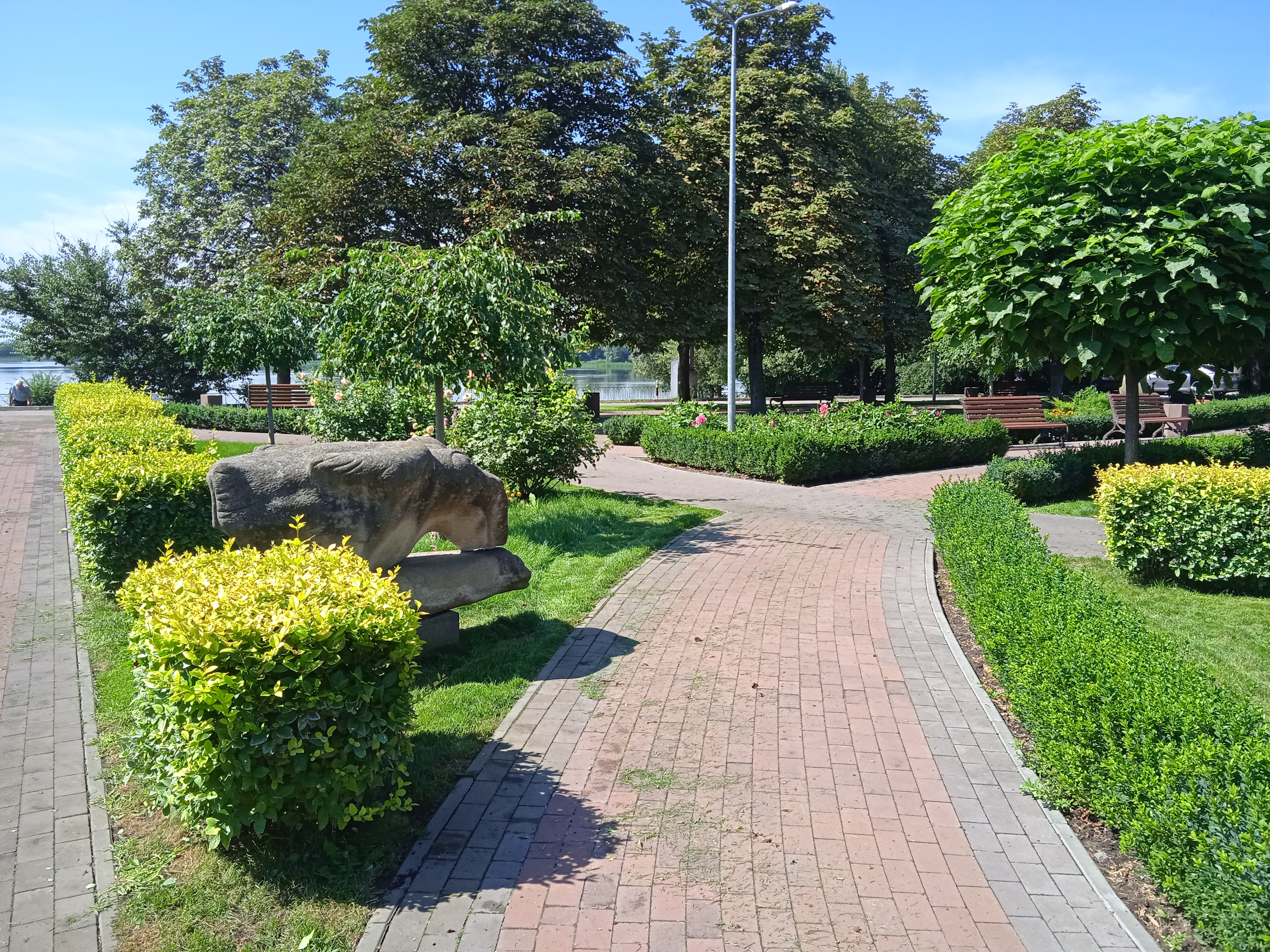
Сквер Сонячний

Сквер Сонячний – сквер у місті Кременчуці, загальною площею 0,15 га, розташований по вулиці Університетський в районі будинку № 2-В.                     

## Історія створення
Створений рішенням позачергової XVIII сесії Кременчуцької міської ради Кременчуцького району Полтавської області від 14 жовтня 2022 року, шляхом надання статусу скверу зеленій зоні загального користування.

## Розташування
Сквер знаходиться поруч із будівлею Приватбанка (колишній Кременчуцький річковий вокзал), неподалік від Скелі-гранітного реєстру – геологічної пам’ятки природи місцевого значення.
У сквері облаштовані пішохідні доріжки, зручні лави для відпочинку. Висаджена квіткова клумба. Вздовж річки Дніпро розташована каштанова алея.

## Цікаві факти

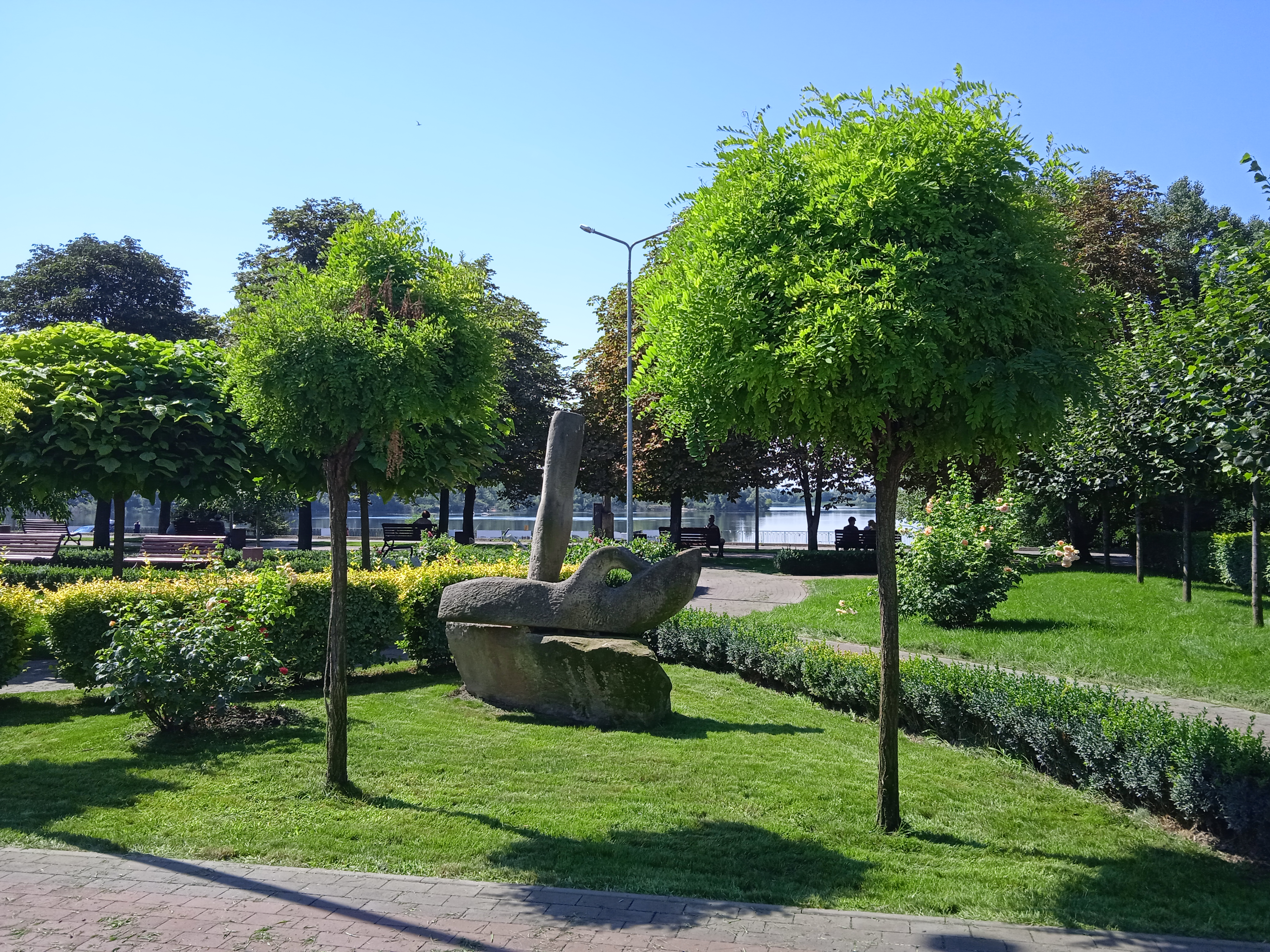
Скульптура у сквері Сонячний

Сквер прикрашений декількома скульптурами, які були зроблені у рамках Симпозіуму скульптури у 2001 році та відтоді розміщені біля будівлі Кременчуцького річкового вокзалу. 
Відповідно до рішення міської ради про створення скверу та передачі його на утримання до КП «Благоустрій Кременчука», скульптури також перейшли у комунальну власність.